# Helianthemum juliae
Helianthemum juliae är en solvändeväxtart som beskrevs av W. Wildpret de la Torre. Helianthemum juliae ingår i släktet solvändor, och familjen solvändeväxter. Inga underarter finns listade i Catalogue of Life.